# Ялунцзян
Ялунцзян (кит.: 雅砻江, тиб. ཉག་ཆུ་, трансліт. nyag chu) — довга річка в Сичуані, південній провінції Китаю. Впадає в річку Янцзи, поблизу кордону з Юньнанню.